# Villa Irma

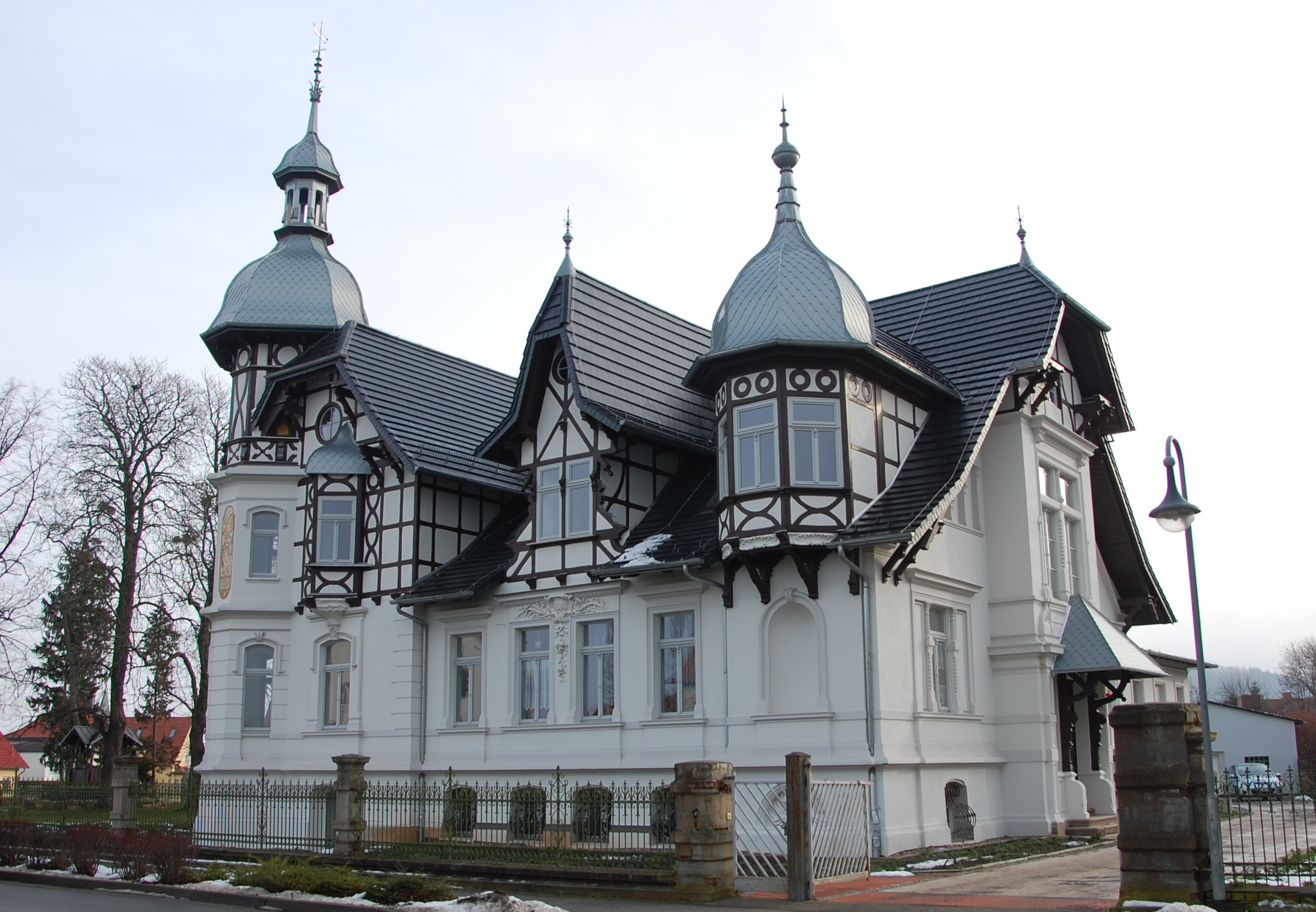
Otto-Franke-Straße 23

Die Villa Irma ist ein denkmalgeschütztes Gebäude in dem zur Stadt Quedlinburg in Sachsen-Anhalt gehörenden Ortsteil Stadt Gernrode.

## Lage
Er befindet sich östlich der Gernröder Altstadt auf der Südseite der Otto-Franke-Straße an der Adresse Otto-Franke-Straße 23, gegenüber der Einmündung der Walter-Rathenau-Straße und ist im örtlichen Denkmalverzeichnis als Villa eingetragen.

## Architektur und Geschichte
Die sehr große repräsentative Villa wurde im Jahr 1893 im Stil des Historismus errichtet. Bauherr war Albert Baur, der als Entwickler des künstlichen Moschus bekannt und zum Ehrenbürger Gernrodes wurde. Das Gebäude wird auch als Haus Baur oder Haus Spichalski bezeichnet. Zur Zeit des Baus lautete die Adresse Vor dem Ostentor 364a, bis 1908 die Adressierung in Bahnhofstraße 23 geändert wurde. Der Name Irma nahm Bezug auf den Vornamen der Ehefrau Baurs. In der Gestaltung wurde durch einen Sprenggiebel und den Einsatz von Schmuckfachwerk die regionale Tradition des Fachwerkbaus zitiert. Darüber hinaus finden sich mit Erkern, Turm und Welsche Hauben auch Anklänge an die Formen der Renaissance. An der Nordecke des Baus befindet sich ein polygonaler Eckturm. Auf der südlichen Giebelseite ist ein Eingangsrisalit sowie ein Erker in Fachwerkbauweise angeordnet.
Die Bedeckung der Villa präsentiert sich als bewegte Dachlandschaft.
Später diente die Villa als Töchterpensionat Königin-Luisen-Band. 1933 übernahm der Bund Deutscher Mädel (BDM) die Anlage.
Nach Ende des Zweiten Weltkriegs richteten die sowjetischen Besatzungstruppen am 1. Juli 1945 hier eine Kommandantur ein. In den 1950er Jahren richtete der neue Besitzer Spichalski eine Gaststätte mit gehobenem Anspruch in der Villa ein. Später wurde im Haus das Betriebsferienheim „Thomas Münzer“ eingerichtet. In dieser Zeit wurde an das Gebäude ein nicht an die Architektur des Hauses angepasster Speisesaal angefügt. 1991 erfolgte eine Rückübertragung an Herrn Spichalski als ehemaligen Eigentümer. Das Haus stand dann über längere Zeit leer und verfiel, erhielt dann aber am 1. September 2010 einen neuen Besitzer. Es folgte eine Sanierung des Gebäudes.
Bis zum 31. Dezember 2011 trug die Otto-Franke-Straße den Namen Bahnhofstraße, so dass die Adressierung des Hauses bis dahin Bahnhofstraße 23 lautete.
Umgeben ist die Villa von einem Garten, wobei noch Reste der ursprünglichen Bepflanzung erhalten sind. Auch sind noch verputzte Pfeiler als Teile der bauzeitlichen Grundstückseinfriedung vorhanden.